# Покондирена тиква (филм из 1997)
„Покондирена тиква” је југословенски телевизијски филм из 1997. године. Режирао га је Петар Зец који је написао и сценарио по делу Јована Стерије Поповића.

## Радња
Филм разобличава помодну тежњу нижег грађанског сталежа да се вине у више слојеве.
Удовица опанчара, Фема, представник је ове групе грађана који настоје да подражавањем и имитирањем страних узора стекну углед и виши друштвени статус. Песник Ружичић, међутим, тежи да подражавањем класицистичких стихотвораца и сам постане узоран песник. Његови манири и речитост потпуно су опчинили Фему.

## Улоге
| Глумац              | Улога                     |
| ------------------- | ------------------------- |
| Весна Чипчић        | Фема                      |
| Тихомир Арсић       | Ружичић                   |
| Ружица Сокић        | Сара                      |
| Стеван Гардиновачки | Митар                     |
| Небојша Глоговац    | Јован                     |
| Наташа Тапушковић   | Евица                     |
| Ксенија Зеленовић   | Анцица, служавка код Феме |
| Драгиша Милојковић  | Василије                  |
| Зоран Бучевац       |                           |
| Марина Цинкоцки     |                           |
| Небојша Чолић       |                           |

Остале улоге ▼
| Глумац                  | Улога       |
| ----------------------- | ----------- |
| Љиљана Јакшић           |             |
| Предраг Лаковић         | Шеф послуге |
| Сања Моравчић           |             |
| Михајло Бата Паскаљевић | Кувар       |
| Ђорђе Рушић             |             |
| Дејан Шарковић          |             |
| Јелена Срећков          |             |
| Миливоје Мица Томић     | Судија      |
| Јелена Зец              |             |